# (2865) Laurel
(2865) Laurel est un astéroïde de la ceinture principale.

## Description
(2865) Laurel est un astéroïde de la ceinture principale. Il fut découvert par Cyril V. Jackson le 31 juillet 1935 à Johannesbourg (OU). Il présente une orbite caractérisée par un demi-grand axe de 2,56 UA, une excentricité de 0,071 et une inclinaison de 14,3° par rapport à l'écliptique.
Il fut nommé en hommage à l'acteur britannique Stan Laurel, connu sous son nom d'acteur « Laurel ». Il forma avec Oliver Hardy, le duo comique Laurel et Hardy.

## Compléments